# Amouliani
Amouliani (griechisch Αμουλιανή, (f. sg.) oder Ammouliani Αμμουλιανή, Aussprache [amuljaˈni]) ist eine bewohnte griechische Insel im Singitischen Golf in der nördlichen Ägäis. Sie hat eine Fläche von ca. 12 km² bei einer Länge von maximalen 6 Kilometern und einer maximalen Breite bis zu 3,5 Kilometern. Es lebten 2011 529 Einwohner ständig auf der Insel, sie ist damit die einzige bewohnte Insel im Regionalbezirk Chalkidiki und zugleich auch die flächenmäßig größte Insel der Inseln um die Halbinsel Chalkidiki. Mit den zu ihr gehörenden zwei Drenia-Inseln Penna und Artemis bildet Amouliani den Stadtbezirk Amouliani (Δημοτική Κοινότητα Αμμουλιανής) im Gemeindebezirk Stagira-Akanthos (Δημοτική Ενότητα Σταγίρων-Ακάνθου) der Gemeinde Aristotelis.
Amouliani liegt im Norden des Singitischen Golfes (Golf von Agion Oros) ca. 2,5 km südlich (3,5 km bezogen auf den Ort und Hafen Amouliani) dessen nördlichsten Punktes an der Küste der kleinen Siedlung Trypiti. Die Siedlung Ouranoupoli befindet sich ca. 3 km östlich der Südspitze von Amouliani und ca. 5 km südöstlich der Ortschaft Amouliani. Die Entfernung nach Thessaloniki im Nordwesten beträgt Luftlinie ca. 90 km, zur griechischen Hauptstadt Athen beträgt die Entfernung Luftlinie ca. 260 km. Der nächste Punkt der Halbinsel Sithonia im Westen von Amouliani ist die Insel Diaporos bei Vourvourou in einer Entfernung von ca. 15 km.
Die Längsachse der Insel verläuft von Nordwest nach Südost, wobei sich die Breite der Insel von Nordwest nach Südost erheblich verjüngt. Die Insel hat daher die grobe Form eines nach unten rechts mit seiner Spitze gerichteten Dreiecks mit ungleich langen Seiten: die Entfernung des nördlichsten Punktes zum südlichsten Punkt ihrer Westküste ist mit ca. 6 km länger als die Entfernung des nördlichsten Punktes zum südlichsten Punkt ihrer Ostküste mit ca. 4 km. Der Norden der Insel wird durch eine ca. 3 km von Westsüdwest nach Ostnordost verlaufende Küste gebildet, während im Süden Amouliani in eine schmale Halbinsel ausläuft. Daher weist Amouliani im Norden ihre größte Breite zwischen dem westlichen gelegenen Kap Kokino und dem östlich gelegenen Kap Trigona auf. An der nördlichen Ostküste der Insel befindet sich der einzige Ort und Hafen der Insel: Amouliani. Die schmalste Stelle von Amouliani befindet sich 1,4 km südlich des Ortes und wird durch den Alikes-Strand im Westen und den Glastri-Strand im Osten begrenzt. Die beiden Drenia-Inseln Penna und Artemis liegen in der weiter nach Osten geneigten Längsachse der Insel Amouliani südöstlich dieser und südwestlich der Ortschaft Ouranoupoli: sie sind beide unbewohnt und um ein Vielfaches kleiner als Amouliani. Amouliani ist wie die Drenia-Inseln auch von flacher Geländebeschaffenheit: kein Punkt auf der Insel erhebt sich mehr als 90 m über dem Meeresspiegel. An der schmalsten Stelle der Insel in West-Ost-Richtung befindet sich der kleine Aliki-See: dieser Salzsee wird zur Meersalzgewinnung genutzt, in dem aus dem umliegenden Meer künstlich Wasser über eine Rohrleitung zugeführt wird.
Die Insel Amouliani ist in der heutigen Form seit 1922 besiedelt. Griechische Flüchtlinge aus der Ortschaft Pasaliman am Marmarameer, die Pasaliman infolge der griechischen Niederlage im Griechisch-Türkischen Krieg 1922 und dem nachfolgenden, im Vertrag von Lausanne 1923 zwischen Griechenland und der Türkei vereinbarten „Bevölkerungsaustausch“ verlassen mussten, siedelten sich auf Amouliani an und gründeten den Hauptort. Vor 1922 diente die Insel als landwirtschaftliches Gut den Klöstern von Athos, welche auf Amouliani Feigen, Wein und Oliven anbauten. Erst 1973 erfolgte die Elektrifizierung der Insel.
Der nächste Flughafen ist der von Thessaloniki. Von den Orten Trypiti und Ouranoupoli an der Westküste der Halbinsel Athos bestehen Fährverbindungen nach Amouliani.
Der Tourismus ist heute der wichtigste Wirtschaftsfaktor von Amouliani. Durch diesen steigt die Anzahl der Menschen auf der Insel im Sommer auf bis zu 5000. Im Ort sowie an den Stränden befinden sich einige Hotels, Privatunterkünfte und Tavernen.